# Mr. Lisa Goes to Washington
«Mr. Lisa goes to Washington», llamado «La familia va a Washington» en España y «El patriotismo de Lisa» en Hispanoamérica, es un capítulo perteneciente a la tercera temporada de la serie animada Los Simpson, emitido originalmente el 26 de septiembre de 1991. El episodio fue escrito por George Meyer y Wes Archer.

## Sinopsis
Homer recibe una copia gratis de la revista Selecciones del Reader's Digest y se vuelve fanático de la misma. Cuando ve a los niños sentados enfrente del televisor, se lo apaga y les ordena escucharlo leer un artículo del libro. En la revista observa que hay un concurso organizado por la empresa en el cual debe presentar un ensayo mostrando qué maravilloso es Estados Unidos. La familia está de acuerdo en que Lisa es la más indicada en participar,  le ofrecen hacerlo y Lisa acepta. 
Lisa va al bosque de Springfield, en donde toma inspiración para escribir el ensayo. El trabajo de Lisa, "Las raíces de la democracia",  como es muy bueno e inteligente, llega a la final del concurso, por lo que la familia debe viajar a Washington para seguir compitiendo. Como el ensayo había sido pulcramente escrito, los miembros del jurado al principio pensaban que tal vez había sido escrito por un adulto y tienen dudas pero luego de entrevistarse con Homer y ver su pésimo vocabulario y la inteligencia de Lisa, deducen que la niña es la autora del escrito y deciden por unanimidad que sea la ganadora para participar en la final nacional.
Mientras Bart y Homer abusan de los beneficios pagados por los editores de la revista Reader's Digest. Mientras tanto, Lisa, antes de participar en el concurso nacional, visita monumentos famosos de Washington para inspirarse y ver lo maravillosa que es su patria. Sin embargo en una estatua en particular (el personaje ficticio Winifred Beecher Howe, luchadora por los derechos de las mujeres que lideró la Rebelión de Escobas en 1910), escucha sin ser vista una charla entre dos funcionarios corruptos del gobierno (uno de ellos, Bob Arnold, congresista por Springfield a quien Lisa visitó en su oficina y se tomaron una fotografía juntos horas antes) que planean destruir el bosque de la ciudad donde viven los Simpson. Decepcionada al ver cuán deshonestos eran los políticos, Lisa rompe su ensayo, llorando, y decide escribir uno nuevo, doloroso y mostrando la amarga y corrupta verdad de su país. 
El nuevo ensayo de Lisa, al estar escrito mostrando el lado oscuro del gobierno, menciona los nombres de los funcionarios que planean destruir el bosque. El trabajo de Lisa causa mucho revuelo, y hace que el jurado y la audiencia se vuelva hostil con ella. Obviamente, todos se asombran al oír el ensayo, excepto Bart, a quien el trabajo le parece muy bueno, y quiere que Lisa gane el concurso (Bart no soporta al pianista que ameniza el evento). El mensaje del trabajo circula rápidamente por todo Washington, causando que Bob Arnold sea arrestado. A pesar de todo, Lisa no gana el concurso pero, de todas formas, la niña se siente feliz al ver que la justicia ha triunfado, lo que la hará volver a confiar en su gobierno. Al mismo tiempo, el ganador del concurso felicita a Lisa por su honestidad y coraje. Al final, cuando el pianista canta una canción en honor a Lisa, Bart le lanza una piedra y el pianista se cae.